# دوروثي فاي
دوروثي فاي (بالإنجليزية: Dorothy Fay)‏ هي ممثلة أمريكية، ولدت في 4 أبريل 1915 في الولايات المتحدة، وتوفيت بنفس المكان في 5 نوفمبر 2003.

## وصلات خارجية
- دوروثي فاي على موقع IMDb (الإنجليزية)
- دوروثي فاي على موقع أول موفي (الإنجليزية)
- دوروثي فاي على موقع قاعدة بيانات الأفلام السويدية (السويدية)
- دوروثي فاي على موقع قاعدة بيانات الفيلم (الإنجليزية)